# Jean-Philippe Aubanel
Pour les articles homonymes, voir Aubanel.
Jean-Philippe Aubanel, né le 2 août 1953 à Lyon, est un peintre et sculpteur français. Il a vécu et travaillé à Villefranche-sur-Saône,.